# Ungarische Davis-Cup-Mannschaft
Die ungarische Davis-Cup-Mannschaft ist die Herren-Tennisnationalmannschaft Ungarns. 

## Geschichte
Seit 1924 nimmt Ungarn am Davis Cup teil und war bislang zweimal in der Weltgruppe vertreten. Sowohl 1994 als auch 1996 kam die Mannschaft jedoch nicht über die erste Runde hinaus. Erfolgreichster Spieler ist Balázs Taróczy mit insgesamt 76 Siegen. Gleichzeitig ist er mit 33 Teilnahmen auch Rekordspieler.